# Pirque
Pirque (en quechua: 'trabajo de mineros') es una comuna de la región Metropolitana de Santiago perteneciente a la provincia de Cordillera, ubicada a 2,8 kilómetros de Puente Alto y a 21,3 km del centro de Santiago. Según el Instituto Nacional de Estadísticas, se consideran los sectores urbanizados del norte de esta, parte de la conurbación del Gran Santiago.

## Historia

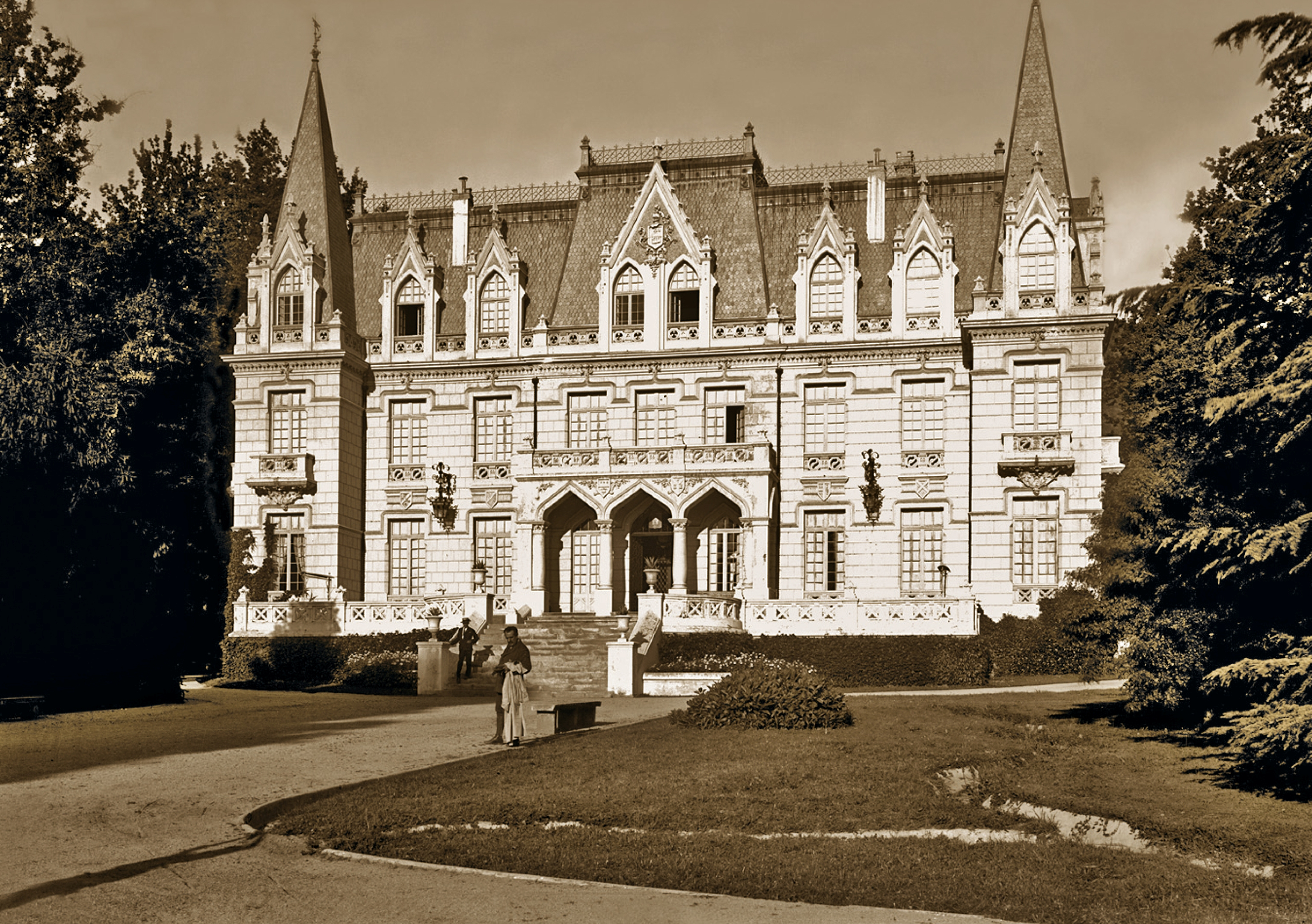
Castillo de las Majadas de Pirque

El valle en el que se ubica actualmente la ciudad de Santiago, que corresponde al territorio entre la ribera sur del río Mapocho y la ribera norte del río Maipo, ha tenido una larga ocupación humana desde hace miles de años.
Tras el 11 de septiembre de 1541 fue colocado en la tierras de Pirque que fueron llamadas las «Tierras del Principal de Indios Huara Huara» conocidas ahora como El Principal.
La historia de Pirque, tras la fundación de Santiago por parte de los españoles, se remonta al surgimiento de cada una de las Haciendas que conforman los actuales sectores de la comuna.
En un principio, las tierras que fueron destinadas a la ganadería, pasaron rápidamente a ser sembradas con cereales. Con la construcción del canal «La Sirena», en 1834, ordenado por don Ramón Subercaseaux, Pirque transformó su aspecto desértico inicial y sería su yerno, don Melchor de Concha y Toro, casado con Emiliana Subercaseaux, quien traería a Pirque la actividad vitivinícola.
Pirque se ubicaba en el gran Departamento de Rancagua ubicado en la parte sur de la Provincia de Santiago, entre el río Maipo y él río Cachapoal y el río Rapel. El 10 de diciembre de 1883, se crea la provincia de O'Higgins, con el sector oriental del antiguo departamento de Rancagua. Dentro de este, se crean los nuevos departamentos de Rancagua, Cachapoal y Maipo. La cabecera del Departamento de Maipo es Buin. El departamento de Maipo, con el decreto del 2 de noviembre de 1885, organiza los límites de sus nuevas subdelegaciones. Pirque corresponde a la subdelegación 11a. 
La Municipalidad de Buin se encarga de la administración de las subdelegaciones. Con el Decreto de Creación de Municipalidades del 22 de diciembre de 1891, se crean otras municipalidades en el Departamento (Maipo, Valdivia de Paine y Estación de Hospital). La subdelegación 11a, Pirque, sigue siendo administrada la Municipalidad de Buin. Posteriormente, se crea la Municipalidad de Pirque, que administra la subdelegación 11a, Pirque.
Francisco Solano Asta-Buruaga y Cienfuegos escribió en 1899 en su Diccionario Geográfico de la República de Chile : 560  se refiere a Pirque como 'Fundo':

Pirque.-—Fundo situado en el departamento de Maipo al lado sur ó izquierdo del río de este nombre, y como 30 kilómetros hacia el E. de su capital, la villa de Buin. El título es corrupción de pylqui, la flecha.

Hasta ese momento, Pirque pertenecía al Departamento de Maipo cuya capital era Buin. 
Posteriormente, el geógrafo Luis Risopatrón también lo describe como una ‘Fundo’ en su libro Diccionario Jeográfico de Chile en el año 1924:: 679 

Pirque (Fundo). 33° 40' 70° 35' Es valioso i se encuentra en la márjen S del curso superior del rio Maipo, a corta distancia hacia el S del caserío de Puente Alto. 63, p. 282; 68, p. 172; i 155, p. 560; i aldea en 101, p. 498; dominio de Pilque en 66, p. 231; i pueblo Pirqui en 3. IV. p. 233 (Alcedo, 1788).

La Comuna de Pirque se crea el 22 de diciembre de 1925, por Decreto Ley N.º 803 en el departamento de Maipo, provincia de O'Higgins. Con el DFL 8582 del 30 de diciembre de 1927, se reorganizan las provincias. El departamento de Maipo pasa a formar parte de la nueva provincia de Santiago. Con el DFL 8583, de la misma fecha, reorganiza los departamentos. La comuna-subdelegación de Pirque integra el departamento de Maipo. El 22 de mayo de 1929 por DFL 2335 se anexa la comuna-subdelegación de Pirque del departamento de Maipo al Departamento de Santiago.
El 20 de enero de 1930 por Decreto 116 se suprime la comuna-subdelegación de Pirque y su territorio se anexa a la comuna-subdelegación de Puente Alto del Departamento de Santiago. El 25 de agosto de 1933 por Ley 5229 se crea la comuna-subdelegación de Pirque en el departamento de Santiago con parte del territorio de la comuna-subdelegación de Puente Alto. El 24 de noviembre de 1938 por Decreto 4771 fija límites de la comuna-subdelegación de Pirque y de sus distritos en el Departamento de Santiago. El 9 de septiembre de 1958 por Ley 12 997 se crea el nuevo departamento de Puente Alto, el que integra la comuna-subdelgación de Pirque.
La presencia de numerosas parcelas de agrado, que aún caracterizan a la comuna como zona agroresidencial, es de antigua data. Sin embargo, Pirque continuaba hasta 1970 destinando sus suelos preferentemente a la agricultura, cuya producción era enviada mayoritariamente a Santiago y otras provincias.
Hacia 1982 el perfil agrícola comenzaba a desvanecerse, cuando fueron parcelados algunos terrenos pertenecientes a la Viña Concha y Toro, donde se levantaron viviendas con características que las hicieron accesibles a los estratos de clase media acomodada, con lo que Pirque dejaba atrás la exclusividad que había ostentado hasta entonces.
Además, es zona de instrucción aeronáutica, llamada D-11, (Delta once), donde practican varias escuelas de vuelo de la región.
Pirque destaca profusamente de igual forma en el ámbito del enoturismo, al ser una reconocida comuna vitivinícola, encontrándose en la zona algunas de las principales viñas a nivel mundial. Las viñas ubicadas en la comuna forman parte de la ruta del vino del Valle del Maipo, una de las rutas del vino chileno ubicada en la región vitícola del Valle Central.

## Medio ambiente

### Geomorfología y componentes abióticos

Trazado simplificado de los ecosistemas y cuerpos de agua presentes en la comuna de Pirque.

La comuna de Pirque se encuentra emplazada en las unidades geomorfológicas de Cordillera andina de retención crionival y Cuenca de Santiago; y presenta según la clasificación climática de Köppen clima mediterráneo de lluvia invernal (Csb), clima mediterráneo de lluvia invernal de altura (Csb (h)) y clima mediterráneo frío de lluvia invernal (Csc). Esta además se halla en la cuenca hidrográfica de río Maipo. Además, la comuna posee diversos cuerpos de agua, entre los que se destacan la laguna Peralillo; y río Clarillo y río Maipo.

### Componentes bióticos
Dentro del territorio de la comuna se pueden hallar los siguientes ecosistemas:
- Bosque esclerófilo mediterráneo andino donde predominan Kageneckia angustifolia y Guindilia trinervis (Vulnerable)
- Bosque esclerófilo mediterráneo andino donde predominan Quillaja saponaria y Lithrea caustica (Vulnerable)
- Bosque espinoso mediterráneo andino donde predominan Acacia caven y Baccharis paniculata (Vulnerable)
- Matorral bajo mediterráneo andino donde predominan Chuquiraga oppositifolia y Nardophyllum lanatum (Preocupación menor)
- Matorral bajo mediterráneo andino donde predominan Laretia acaulis y Berberis empetrifolia (Preocupación menor)

### Medidas de protección ambiental y conflictos socioambientales
Hasta 2022, la comuna de Pirque cuenta con las siguientes zonas que poseen algún nivel de protección ambiental:
- Cerros Alto Jahuel-Huelquén (Sitios ERB)[13]
- El Morado (Sitios Ley 19.300)[14]
- Parque Nacional Río Clarillo (Parque Nacional)
- río Clarillo (Sitios ERB)[15]
- Santuario de la Naturaleza Las Torcazas de Pirque (Iniciativa de Conservación Privada)[16]
- Santuario de la Naturaleza Las Torcazas de Pirque (Santuario de la Naturaleza)[17]

## Administración

### Municipalidad

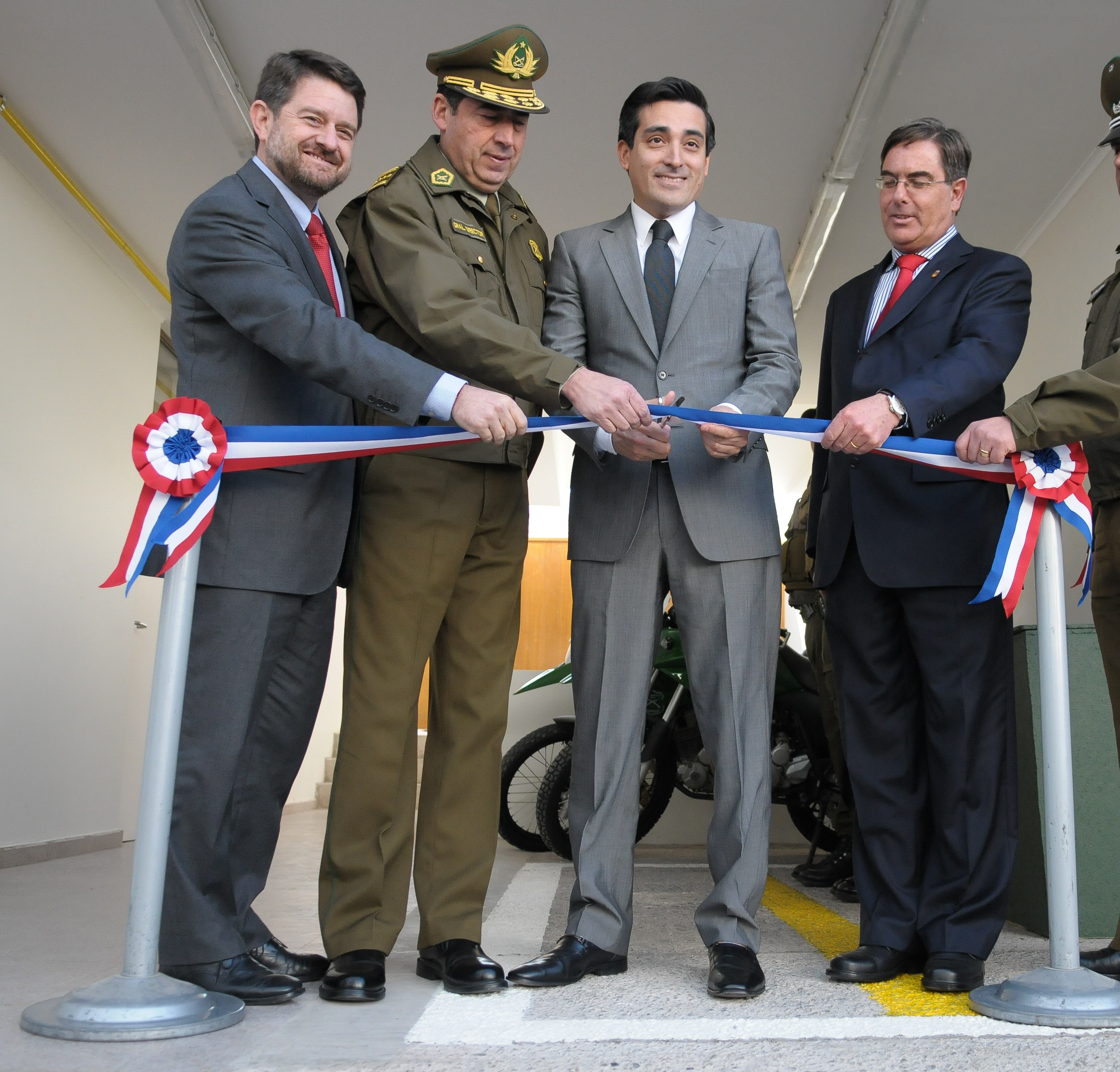
De izquierda a derecha el ex-intendente Metropolitano, Claudio Orrego Larraín; el ex- General Director de Carabineros, Gustavo González Jure; el exministro del Interior, Rodrigo Peñailillo, junto al alcalde de Pirque, Cristián Balmaceda Undurraga.

La Ilustre Municipalidad de Pirque es dirigida en el periodo 2024-2028 por el alcalde Jaime Escudero Ramos (Ind.), quien es asesorado por los concejales:
- Sergio Ulloa Galdames (PCCh)
- Betzabe Muñoz Herrera (PR)
- Claudio Arredondo Medina (PPD)
- Luis Batalle Pedreros (PS)
- Leopoldo Pérez Lahsen (RN)
- Viviana Petric Meneses (REP)

### Representación parlamentaria
Pirque es parte del Distrito Electoral n.º 12 y pertenece a la 7ª Circunscripción Senatorial (Región Metropolitana). Es representada en la Cámara de Diputados del Congreso Nacional por los siguientes diputados en el periodo 2022-2026:
Chile Vamos (2)
- Ximena Ossandón Irarrázabal (RN)
- Álvaro Carter Fernández (Ind/Chile Vamos)

Apruebo Dignidad (2)
- Daniela Serrano (PCCh)
- Ana María Gazmuri (AH)

Dignidad Ahora (3)
- Pamela Jiles Moreno (Ind/PH)
- Mónica Arce Castro (Ind/PH)
- Hernán Palma Pérez (PH)

A su vez, en el Senado la representan Fabiola Campillai Rojas (Ind), Claudia Pascual (PCCh), Luciano Cruz Coke (EVOP), Manuel José Ossandon (RN) y Rojo Edwards (PRCh) en el periodo 2022-2030.

## Economía
En 2018, la cantidad de empresas registradas en Pirque fue de 870. El Índice de Complejidad Económica (ECI) en el mismo año fue de 0,3, mientras que las actividades económicas con mayor índice de Ventaja Comparativa Revelada (RCA) fueron Elaboración de Productos Ahumados, Salados, Deshidratados y Similares (352,39), Cultivo de Especias (328,99) y Elaboración de Vinos (53,81).

## Servicios públicos

### Educación
Pirque cuenta con 5 colegios públicos (Escuela Básica Santos Rubio, Escuela Básica Lo Arcaya, Escuela Básica San Juan de Pirque, Liceo El Llano y Liceo El Principal), además de 4 colegios privados (Colegio Colonial de Pirque, Escuela Agroecológica de Pirque, Colegio Virginia Subercaseaux, Colegio Almenar de Pirque y Colegio Los Olivos).

## Transporte

### Buses
| Recorrido      | Inicio                           | Fin                  | Empresa                       |
| -------------- | -------------------------------- | -------------------- | ----------------------------- |
| MB-73          | Bellavista de La Florida         | La Puntilla - Pirque | E.T.P. Cántares de Chile S.A. |
| MB-74          | Bellavista de La Florida         | El Principal         | E.T.P. Cántares de Chile S.A. |
| MB-80          | Puente Alto                      | El Principal         | E.T.P. Cántares de Chile S.A. |
| MB-81          | Bellavista de La Florida         | Buin                 | E.T.P. Cántares de Chile S.A. |
| 978            | Mall Plaza Tobalaba              | Río Clarillo         | Transportes Nueva Clarillo    |
| 48-A 48-B 48-C | Puente Alto - Metro Las Mercedes | Pirque - San Vicente | Central Pirque                |

### Colectivos
| Recorrido | Inicio | Fin                  |
| --------- | ------ | -------------------- |
| 4059      | Pirque | Plaza de Puente Alto |

## Medios de comunicación

### Diario Digital
- www.portalpirque.cl - Portal Pirque Noticias

Portal Pirque: Portal Pirque Noticias

### Radioemisoras
FM
- 105.9 MHz - Radio La Mexicana
- 107.9 MHz - Radio Pirque